# Internet Adult Film Database
La Internet Adult Film Database (IAFD) és una base de dades en línia d'informació pertanyent a la indústria del sexe nord-americà, que inclou actors i actrius, directors i pel·lícules, encara que les pel·lícules que no són estatunidenques també es poden trobar. És similar a la Internet Movie Database, en el sentit que és pública i permet la cerca.
La idea de muntar aquest banc de dades sobre el cinema pornogràfic va ser de Peter Van Aarle, mort el 18 de setembre de 2005. Peter va començar a formar aquesta base de dades l'any 1981. La primera versió de la IAFD publicada en línia va ser el 1995 gràcies als esforços de Ron Wilhelm.
La base de dades actual és de més o menys 52.000 fitxes de films i 37.000 fitxes d'estrelles porno.